# Cryptocanthon howdeni
Cryptocanthon howdeni là một loài bọ cánh cứng trong họ Bọ hung (Scarabaeidae).